# چاینا تاور
چاینا تاور (انگلیسی: China Tower) شرکت مخابرات چینی است، که در سال ۲۰۱۴ تأسیس شد.